# Colli della Sabina bianco frizzante
Il Colli della Sabina bianco frizzante è un vino DOC la cui produzione è consentita nelle province di Rieti e Roma.

## Caratteristiche organolettiche
- colore: paglierino più o meno intenso
- odore: gradevole fruttato
- sapore: da secco a dolce, armonico fruttato secco

## Produzione
Provincia, stagione, volume in ettolitri
- nessun dato disponibile